# Hemmes
De Hemmes is een schiereiland in de Nederlandse rivier de Zaan. Het schiereiland hoort bij de wijk 't Kalf in Zaandam-Noord. Het ligt ten zuiden van de Julianabrug (naast de Zaanse Schans) en ten noorden van de snelweg A8. Het water ten noorden van De Hemmes wordt De Poel genoemd, en ten zuiden ervan De Kuil. De Hemmes is ca. 5,6 ha. groot en bestaat momenteel voor een groot deel uit braakliggend terrein. De naam is afgeleid van het woord "hemland" wat buitendijks land betekent.

## Geschiedenis
Oorspronkelijk was De Hemmes een eiland in de Zaan, maar door dempingen is het een schiereiland geworden. Door zijn ligging aan het open water was het een zeer geschikte locatie voor molens. Er stonden dan ook negen molens: De Oranjeboom, De Roggebloem, De Oude Zwan, De Zeemeeuw, De Kogmeeuw, De Zaadzaaijer, De Koopman, De Prolpot en De Poelsnip. Hierdoor kreeg het naast de bijnaam "Kalverhem" de tweede bijnaam "molen-schiereiland". Door branden en sloop staan er inmiddels geen molens meer op De Hemmes.
Vanaf 1910 werd door het Zaansch Veem een complex van loodsen gebouwd. Deze droegen de namen Insulinde (later Japan), Akyab en West-Indië.
Een hemland wordt niet door dijken beschermd, waardoor de vorm van De Hemmes in de loop der jaren nogal is veranderd. Vroeger was het schiereiland veel groter, maar door water zijn grote stukken land weggeslagen. Dit werd vervolgens opgevuld en opgehoogd met puin en afval. Doordat dit ophogen lang niet altijd met schone grond gebeurde is De Hemmes nu bijna overal zwaar verontreinigd. Lange tijd waren er nog twee bedrijven gevestigd, maar na 2016 krijgt Hemmes een woonbestemming. Om het hiervoor geschikt te maken is sanering noodzakelijk.
In maart 2018 heeft de gemeenteraad van Zaanstad besloten tot de bouw van een zelfvoorzienende klimaatneutrale woonwijk op de Hemmes. Er worden drie van de oorspronkelijke negen klassieke Zaanse molens herbouwd: De Roggebloem, en poeiermolens De Zaadzaaijer en De Prolpot. In de kap wordt een generator geplaatst waarmee elektriciteit voor de wijk kan worden opgewekt.